# 6841 Ґоттфрідкірх
6841 Ґоттфрідкірх (6841 Gottfriedkirch) — астероїд головного поясу, відкритий 24 вересня 1960 року.
Тіссеранів параметр щодо Юпітера — 3,593.